# 朝鲜白连翘
六道木叶属（学名：Abeliophyllum ）为木犀科的一个属。本属下的朝鲜白连翘（英语：Abeliophyllum distichum）瀕臨絕種，分布於朝鮮半島中部，除了在朝鲜被栽種外，也作為園藝植物被引進英國與北美，朝鲜曾發行以其為主題的郵票。

## 物种
本属包括以下物种：
- 翅果连翘 Abeliophyllum distichum，也称朝鲜连翘、朝鲜白连翘